# Ovocyte
L'ovocyte est la cellule sexuelle femelle des métazoaires. Seuls quelques-uns évolueront en ovules après maturation.
On distingue deux types d'ovocyte, qui apparaissent successivement :

## L'ovocyte I
- Il succède à l'ovogonie durant l'ovogenèse. Ce passage a lieu durant la vie fœtale chez la femme entre la 11e semaine de grossesse (13e semaine d'aménorrhée) et le septième mois de grossesse ou 32e semaine d'aménorrhée. Il y a une asynchronie puisque toutes les ovogonies n'entrent pas en méiose en même temps. L'ovogonie prend alors le nom d'« ovocyte de premier ordre » ou « ovocyte I », cellule diploïde qui a un contenu dit « 2N ». La méiose I se bloque alors au stade « diplotène » de la prophase I et ne reprendra qu'à l'ovulation, pouvant rester bloquée de la puberté à la ménopause.

## L'ovocyte II
- À partir de la puberté et jusqu'à la ménopause, au cours du cycle menstruel féminin, un ovocyte I par cycle pourra terminer sa première division de méiose (celui qui se trouve au sein du follicule mûr) lors de l'ovulation (= expulsion de l'ovule, en réponse au pic de l'hormone lutéinisante (LH), 24 à 36 heures avant ladite ovulation).
- La télophase I asymétrique de la méiose I fait qu'il y a expulsion de l'ovocyte qui contient l'essentiel du cytoplasme (il s'agit de l'« ovocyte de deuxième ordre » ou « ovocyte II », haploïde qui a un contenu dit « [N,2C] » (=N chromosome et 2C ADN)) et du globule polaire I qui contient le matériel génétique excédentaire.
- L'ovocyte II entame ensuite sa deuxième division de méiose où il sera de nouveau bloqué au stade de la métaphase II. Cet « ovocyte II bloqué en métaphase II » constituera le gamète féminin : il est dans  l'état dit « d'instabilité méiotique » (il n'est pas encore tout à fait « pur » haploïde puisqu'il a encore un contenu 2C ADN).
- Il ne devient ovule qu'après fécondation avec la pénétration du spermatozoïde qui déclenche le déblocage et la fin de la deuxième division de méiose.

L'ovocyte II contient :
- d'une part une moitié du matériel génétique qui contribue au futur zygote après la fécondation (l'autre moitié étant apportée par le gamète mâle ou spermatozoïde) ;
- d'autre part le génome mitochondrial uniquement transmis par la mère au fils ou à la fille ;
- l'ensemble du cytoplasme du futur zygote. Ce cytoplasme contient des réserves énergétiques (appelé « vitellus ») qui s'accumulent au cours de la vitellogénèse.

## Classification
On classe les ovocytes dans le règne animal selon la quantité de vitellus : 
- ovocytes alécithes : peu ou pas de vitellus (humains) ;
- ovocytes oligolécithes : peu de vitellus (oursins) ;
- ovocytes hétérolécithes : quantité importante de vitellus répartie de manière hétérogène dans le cytoplasme (amphibiens) ;
- ovocytes télolécithes : quantité très importante de vitellus (céphalopodes, oiseaux (le jaune d'œuf est un ovocyte), reptiles).

## Contenu
Le cytoplasme de l'ovocyte contient des mitochondries, des ribosomes, des molécules du cytosquelette (actine, microtubules…) qui sont héritées par le futur embryon, incapable de les synthétiser par lui-même dans un premier temps. Des réserves communément appelées vitellus sont également présentes, sous forme de plaquettes vitellines (lipides, glucides, protéines...). Elles permettent le développement embryonnaire. La quantité de réserves varie selon les espèces. 
Ce cytoplasme contient aussi certains ARN messagers et certaines protéines qui déterminent la mise en place des axes de polarité (antéro-postérieur, dorso-ventral) de l'embryon.

## Vulnérabilités
Les ovocytes sont produits durant l'ovogenèse et ne seront activés que bien plus tard.
Cette production est sensible à une exposition à certains perturbateurs endocriniens, mais aussi pour des raisons mal comprises à certains produits reprotoxiques dont le tritium chez la souris de laboratoire.